# لويس فالنتين
لويس فالنتين (بالفرنسية: Louis Valentin)‏ هو صحفي فرنسي، ولد في 10 سبتمبر 1930 في غب بروانس آلب كوت دازور في فرنسا، وتوفي في 3 مايو 2010 في أنتيب في فرنسا.

## وصلات خارجية
- لويس فالنتين على موقع IMDb (الإنجليزية)